# Frederick Sanger
Frederick Sanger (Rendcomb, Inglaterra; 13 de agosto de 1918-Cambridge, Inglaterra; 19 de noviembre de 2013) fue un bioquímico británico dos veces laureado con el Premio Nobel de Química. Fue la cuarta persona del mundo en recibir dos premios Nobel, tras Marie Curie, Linus Pauling y John Bardeen.

## Biografía
Sanger se educó en la escuela Bryanston y más tarde obtuvo el título de Licenciado en Ciencias Naturales en el St John's College, Cambridge. Originalmente pensó en estudiar medicina, pero empezó a interesarse en bioquímica a causa de que algunos de los mejores bioquímicos del momento se encontraban en Cambridge en aquella época. Obtuvo su doctorado en 1943 y pasó a ser un investigador del Laboratorio de Bioquímica.
Descubrió la secuencia de las proteínas, en especial fue importante su descubrimiento de la secuencia de la insulina. También contribuyó a determinar la secuencia base del ADN.
Fue miembro de la Academia de Ciencias Francesa.

## Investigaciones científicas

### Secuenciación de proteínas
Sanger determinó la secuencia de los aminoácidos de la insulina en 1953. Al hacerlo, demostró que las proteínas tienen estructuras específicas. Empezó degradando insulina en pequeños fragmentos mezclando la enzima tripsina (que degrada la proteína) con una solución de insulina. Entonces aplicó un poco de la mezcla en una hoja de papel vegetal. Aplicó un disolvente al papel vegetal en una dirección, y una corriente eléctrica a lo largo del papel en la dirección contraria. Dependiendo de su solubilidad y su carga eléctrica, los diferentes fragmentos se trasladaron a posiciones distintas del papel, creando un patrón característico. Sanger llamó a estos patrones “huellas dactilares”. Como las huellas dactilares humanas, estos patrones se pueden emplear para identificar cada proteína. Reagrupó los pequeños fragmentos y realizó la secuencia de aminoácidos de cada uno para deducir la estructura completa de la insulina. Sanger concluyó que la proteína de la insulina tenía una secuencia precisa de aminoácidos. Este resultado le valió su primer Premio Nobel de Química en 1958.

Secuencia de aminoácidos de la insulina bovina. Los aminoácidos se identifican con sus códigos de tres letras. Dos cadenas de aminoácidos. Se muestran también los puentes disulfuro.

### Secuenciación de ADN
En 1975 desarrolló el método de secuenciación de ADN, conocido también como método de Sanger. Dos años más tarde empleó esta técnica para secuenciar el genoma del bacteriófago Φ-X174, el primer organismo del que se secuenció totalmente el genoma. Realizó este trabajo manualmente, sin ayuda de ningún automatismo. Este trabajo fue base fundamental para proyectos tan ambiciosos como el Proyecto Genoma Humano, y por él se le concedió su segundo Premio Nobel en 1980, que compartió con Walter Gilbert.

### Legado

#### Estudiantes de posgrado
A lo largo de su carrera, Sanger supervisó a más de diez estudiantes de doctorado, dos de los cuales también ganaron premios Nobel. Su primer estudiante de posgrado fue Rodney Porter, que se unió al grupo de investigación en 1947. Porter compartió más tarde el Premio Nobel de Fisiología o Medicina de 1972 con Gerald Edelman por su trabajo sobre la estructura química de los anticuerpos. Elizabeth Blackburn estudió el doctorado en el laboratorio de Sanger entre 1971 y 1974. Compartió el Premio Nobel de Fisiología o Medicina 2009 con Carol W. Greider y Jack W. Szostak por sus trabajos sobre los telómeros y la acción de la telomerasa.

#### Instituto Sanger
En 1992 el Wellcome Trust y el Medical Research Council del Reino Unido fundaron el Sanger Centre (posteriormente se llamó Instituto Sanger) cerca de Cambridge, nombrado en su honor.

## Títulos y honores
- Dr Frederick Sanger, Fellow de la Royal Society (18 de marzo de 1954–1963)
- Dr Frederick Orden del Imperio Británico (1963–1981)
- Dr Frederick Sanger, Order of the Companions of Honour (1981–11 de febrero de 1986)
- Dr Frederick Sanger, Orden de Mérito del Reino Unido (11 de febrero de 1986)
- Premio de la Association of Biomolecular Resource Facilities 1994

## Vida personal

### Matrimonio y familia
Sanger se casó con Margaret Joan Howe (no confundir con Margaret Sanger) en 1940. Ella murió en 2012. Tuvieron tres hijos: Robin, nacido en 1943, Peter, nacido en 1946, y Sally Joan, nacida en 1960. Dijo que su esposa había "contribuido más a su trabajo que cualquier otra persona al proporcionarle un hogar tranquilo y feliz".

### Vida posterior

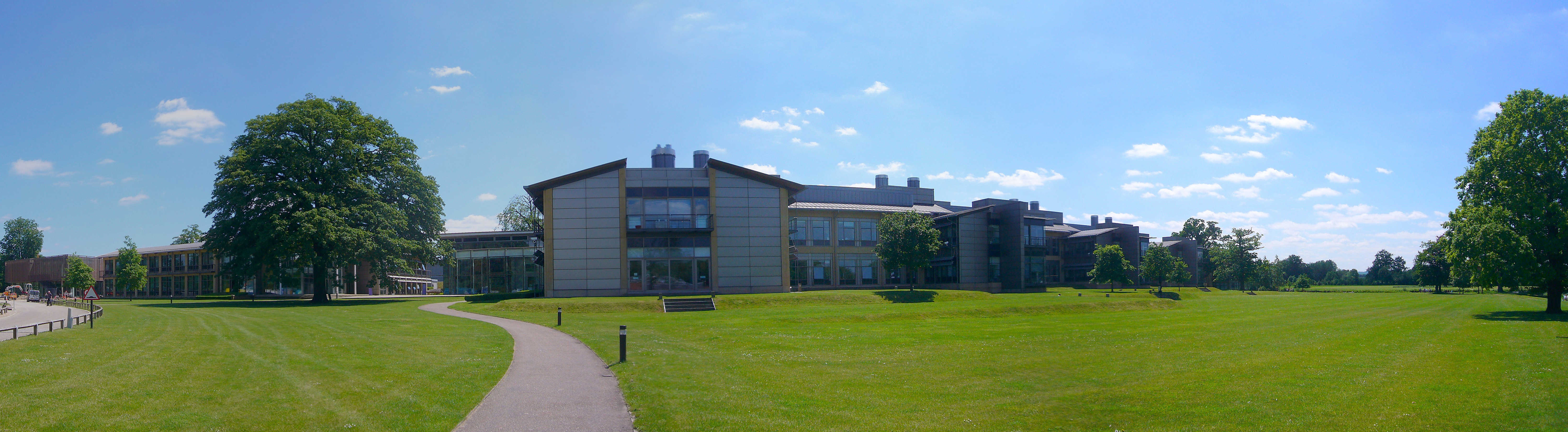
El Instituto Sanger.

Sanger se retiró en 1983, con 65 años, a su casa, "Far Leys", en Swaffham Bulbeck a las afueras de Cambridge.
Sanger dijo que no encontró pruebas de un Dios, por lo que se convirtió en agnóstico. En una entrevista publicada en el periódico The Times en el año 2000 se cita a Sanger diciendo: "Mi padre era un cuáquero comprometido y yo me crié como cuáquero, y para ellos la verdad es muy importante. Me alejé de esas creencias; es evidente que uno busca la verdad, pero necesita algunas pruebas para ello. Incluso si quisiera creer en Dios, me resultaría muy difícil. Necesitaría ver pruebas".
Rechazó la oferta de ser nombrado caballero (knighthood), ya que no deseaba que se dirigieran a él como "Sir". Se le cita diciendo: "Un título de caballero te hace diferente, ¿no? y yo no quiero ser diferente". En 1986 aceptó ser admitido en la Orden del Mérito, que sólo puede tener 24 miembros vivos.
En 2007, la Sociedad Bioquímica británica recibió una subvención del Wellcome Trust para catalogar y conservar los 35 cuadernos de laboratorio en los que Sanger registró sus investigaciones desde 1944 hasta 1983. Al informar sobre este asunto, Science señaló que Sanger, "la persona más autocomplaciente que se puede esperar conocer", pasaba su tiempo cultivando el jardín en su casa de Cambridgeshire.
Sanger murió mientras dormía en el Hospital de Addenbrooke de Cambridge el 19 de noviembre de 2013. Como se señala en su obituario, se había descrito a sí mismo como "un simple tipo que se metía en un laboratorio", y "académicamente no brillante".

## Selección de publicaciones
- Neuberger, A.; Sanger, F. (1942), «The nitrogen of the potato», Biochemical Journal 36 (7–9): 662-671, PMC 1266851, PMID 16747571, doi:10.1042/bj0360662..
- Neuberger, A.; Sanger, F. (1944), «The metabolism of lysine», Biochemical Journal 38 (1): 119-125, PMC 1258037, PMID 16747737, doi:10.1042/bj0380119..
- Sanger, F. (1945), «The free amino groups of insulin», Biochemical Journal 39 (5): 507-515, PMC 1258275, PMID 16747948, doi:10.1042/bj0390507..
- Sanger, F. (1947), «Oxidation of insulin by performic acid», Nature 160 (4061): 295-296, Bibcode:1947Natur.160..295S, PMID 20344639, S2CID 4127677, doi:10.1038/160295b0..
- Porter, R.R.; Sanger, F. (1948), «The free amino groups of haemoglobins», Biochemical Journal 42 (2): 287-294, PMC 1258669, PMID 16748281, doi:10.1042/bj0420287..
- Sanger, F. (1949a), «Fractionation of oxidized insulin», Biochemical Journal 44 (1): 126-128, PMC 1274818, PMID 16748471, doi:10.1042/bj0440126..
- Sanger, F. (1949b), «The terminal peptides of insulin», Biochemical Journal 45 (5): 563-574, PMC 1275055, PMID 15396627, doi:10.1042/bj0450563..
- Sanger, F.; Tuppy, H. (1951a), «The amino-acid sequence in the phenylalanyl chain of insulin. 1. The identification of lower peptides from partial hydrolysates», Biochemical Journal 49 (4): 463-481, PMC 1197535, PMID 14886310, doi:10.1042/bj0490463..
- Sanger, F.; Tuppy, H. (1951b), «The amino-acid sequence in the phenylalanyl chain of insulin. 2. The investigation of peptides from enzymic hydrolysates», Biochemical Journal 49 (4): 481-490, PMC 1197536, PMID 14886311, doi:10.1042/bj0490481..
- Sanger, F.; Thompson, E.O.P. (1953a), «The amino-acid sequence in the glycyl chain of insulin. 1. The identification of lower peptides from partial hydrolysates», Biochemical Journal 53 (3): 353-366, PMC 1198157, PMID 13032078, doi:10.1042/bj0530353..
- Sanger, F.; Thompson, E.O.P. (1953b), «The amino-acid sequence in the glycyl chain of insulin. 2. The investigation of peptides from enzymic hydrolysates», Biochemical Journal 53 (3): 366-374, PMC 1198158, PMID 13032079, doi:10.1042/bj0530366..
- Sanger, F.; Thompson, E.O.P.; Kitai, R. (1955), «The amide groups of insulin», Biochemical Journal 59 (3): 509-518, PMC 1216278, PMID 14363129, doi:10.1042/bj0590509..
- Ryle, A.P.; Sanger, F.; Smith, L.F.; Kitai, R. (1955), «The disulphide bonds of insulin», Biochemical Journal 60 (4): 541-556, PMC 1216151, PMID 13249947, doi:10.1042/bj0600541..
- Brown, H.; Sanger, F.; Kitai, R. (1955), «The structure of pig and sheep insulins», Biochemical Journal 60 (4): 556-565, PMC 1216152, PMID 13249948, doi:10.1042/bj0600556..
- Sanger, F. (1959), «Chemistry of Insulin: determination of the structure of insulin opens the way to greater understanding of life processes», Science 129 (3359): 1340-1344, Bibcode:1959Sci...129.1340G, PMID 13658959, doi:10.1126/science.129.3359.1340..
- Milstein, C.; Sanger, F. (1961), «An amino acid sequence in the active centre of phosphoglucomutase», Biochemical Journal 79 (3): 456-469, PMC 1205670, PMID 13771000, doi:10.1042/bj0790456..
- Marcker, K.; Sanger, F. (1964), «N-formyl-methionyl-S-RNA», Journal of Molecular Biology 8 (6): 835-840, PMID 14187409, doi:10.1016/S0022-2836(64)80164-9..
- Sanger, F.; Brownlee, G.G.; Barrell, B.G. (1965), «A two-dimensional fractionation procedure for radioactive nucleotides», Journal of Molecular Biology 13 (2): 373-398, PMID 5325727, doi:10.1016/S0022-2836(65)80104-8..
- Brownlee, G.G.; Sanger, F.; Barrell, B.G. (1967), «Nucleotide sequence of 5S-ribosomal RNA from Escherichia coli», Nature 215 (5102): 735-736, Bibcode:1967Natur.215..735B, PMID 4862513, S2CID 4270186, doi:10.1038/215735a0..
- Brownlee, G.G.; Sanger, F. (1967), «Nucleotide sequences from the low molecular weight ribosomal RNA of Escherichia coli», Journal of Molecular Biology 23 (3): 337-353, PMID 4291728, doi:10.1016/S0022-2836(67)80109-8..
- Brownlee, G.G.; Sanger, F.; Barrell, B.G. (1968), «The sequence of 5S ribosomal ribonucleic acid», Journal of Molecular Biology 34 (3): 379-412, PMID 4938553, doi:10.1016/0022-2836(68)90168-X..
- Adams, J.M.; Jeppesen, P.G.; Sanger, F.; Barrell, B.G. (1969), «Nucleotide sequence from the coat protein cistron of R17 bacteriophage RNA», Nature 223 (5210): 1009-1014, Bibcode:1969Natur.223.1009A, PMID 5811898, S2CID 4152602, doi:10.1038/2231009a0..
- Barrell, B.G.; Sanger, F. (1969), «The sequence of phenylalanine tRNA from E. coli», FEBS Letters 3 (4): 275-278, PMID 11947028, S2CID 34155866, doi:10.1016/0014-5793(69)80157-2..
- Jeppesen, P.G.; Barrell, B.G.; Sanger, F.; Coulson, A.R. (1972), «Nucleotide sequences of two fragments from the coat-protein cistron of bacteriophage R17 ribonucleic acid», Biochemical Journal 128 (5): 993-1006, PMC 1173988, PMID 4566195, doi:10.1042/bj1280993h..
- Sanger, F.; Donelson, J.E.; Coulson, A.R.; Kössel, H.; Fischer, D. (1973), «Use of DNA Polymerase I Primed by a Synthetic Oligonucleotide to Determine a Nucleotide Sequence in Phage f1 DNA», Proceedings of the National Academy of Sciences USA 70 (4): 1209-1213, Bibcode:1973PNAS...70.1209S, PMC 433459, PMID 4577794, doi:10.1073/pnas.70.4.1209..
- Sanger, F.; Coulson, A.R. (1975), «A rapid method for determining sequences in DNA by primed synthesis with DNA polymerase», Journal of Molecular Biology 94 (3): 441-448, PMID 1100841, doi:10.1016/0022-2836(75)90213-2..
- Sanger, F.; Nicklen, S.; Coulson, A.R. (1977), «DNA sequencing with chain-terminating inhibitors», Proceedings of the National Academy of Sciences USA 74 (12): 5463-5467, Bibcode:1977PNAS...74.5463S, PMC 431765, PMID 271968, doi:10.1073/pnas.74.12.5463.. Según la base de datos del Institute for Scientific Information (ISI), hasta octubre de 2010 este paperhabía sido citado más de 64 000 veces.
- Sanger, F.; Air, G.M.; Barrell, B.G.; Brown, N.L.; Coulson, A.R.; Fiddes, C.A.; Hutchinson, C.A.; Slocombe, P.M. et al. (1977), «Nucleotide sequence of bacteriophage φX174 DNA», Nature 265 (5596): 687-695, Bibcode:1977Natur.265..687S, PMID 870828, S2CID 4206886, doi:10.1038/265687a0 ..
- Sanger, F.; Coulson, A.R. (1978), «The use of thin acrylamide gels for DNA sequencing», FEBS Letters 87 (1): 107-110, PMID 631324, S2CID 1620755, doi:10.1016/0014-5793(78)80145-8..
- Sanger, F.; Coulson, A.R.; Barrell, B.G.; Smith, A.J.; Roe, B.A. (1980), «Cloning in single-stranded bacteriophage as an aid to rapid DNA sequencing», Journal of Molecular Biology 143 (2): 161-178, PMID 6260957, doi:10.1016/0022-2836(80)90196-5..
- Anderson, S.; Bankier, A.T.; Barrell, B.G.; De Bruijn, M.H.; Coulson, A.R.; Drouin, J.; Eperon, I.C.; Nierlich, D.P.; Roe, B.A.; Sanger, F.; Schreier, P.H.; Smith, A.J.; Staden, R.; Young, I.G. (1981), «Sequence and organization of the human mitochondrial genome», Nature 290 (5806): 457-465, Bibcode:1981Natur.290..457A, PMID 7219534, S2CID 4355527, doi:10.1038/290457a0..
- Anderson, S.; De Bruijn, M.H.; Coulson, A.R.; Eperon, I.C.; Sanger, F.; Young, I.G. (1982), «Complete sequence of bovine mitochondrial DNA. Conserved features of the mammalian mitochondrial genome», Journal of Molecular Biology 156 (4): 683-717, PMID 7120390, doi:10.1016/0022-2836(82)90137-1..
- Sanger, F.; Coulson, A.R.; Hong, G.F.; Hill, D.F.; Petersen, G.B. (1982), «Nucleotide sequence of bacteriophage λ DNA», Journal of Molecular Biology 162 (4): 729-773, PMID 6221115, doi:10.1016/0022-2836(82)90546-0..
- Sanger, F. (1988), «Sequences, sequences, and sequences», Annual Review of Biochemistry 57: 1-28, PMID 2460023, doi:10.1146/annurev.bi.57.070188.000245..